# Litorhina basalis
Litorhina basalis är en tvåvingeart som först beskrevs av Ricardo 1901.  Litorhina basalis ingår i släktet Litorhina och familjen svävflugor. Inga underarter finns listade i Catalogue of Life.